# Marcin Matkowski
Marcin Matkowski (født 15. januar 1981 i Barlinek, Polen) er en mandlig professionel tennisspiller fra Polen.
Marcin Matkowski højeste rangering på WTA single rangliste var som nummer 647, hvilket hun opnåede 11. septembder 2000. I double er den bedste placering nummer 9, hvilket blev opnået 28. februar 2011.